# Rafsbotn
Rafsbotn este o localitate din comuna Alta, provincia Finnmark, Norvegia, cu o suprafață de 0,32 km² și o populație de 387 locuitori (2013).